# Compton (Illinois)
Pour les articles homonymes, voir Compton.
Compton est un village du comté de Lee dans l'Illinois, aux États-Unis,. Situé au nord du comté, il est incorporé le 10 décembre 1875. Le village est initialement baptisé Melugin Grove en référence au premier pionnier, Zachariah Melugin. Il est rebaptisé Compton, le 16 juillet 1873, en référence à Joel Compton.

## Démographie
Lors du recensement de 2010, le village comptait une population de 303 habitants. Elle est estimée, en 2016, à 285 habitants.

### Source de la traduction
- (en) Cet article est partiellement ou en totalité issu de l’article de Wikipédia en anglais intitulé « Compton, Illinois » (voir la liste des auteurs).